# ペッカム・ロック
『ペッカム・ロック』、または『ウォール・アート』 (原題: Peckham Rock, またはWall Art) は、イギリスのストリート・アーティストで政治活動家である、バンクシーによる2005年5月に発表された作品で、洞窟壁画のスタイルで装飾されたコンクリートの塊の形をしており、「ショッピング・カートを押す先史時代らしき人物の姿」が描かれている。この作品は、バンクシーによって許可なく大英博物館に設置された後、博物館の職員に知られることなくそこに展示された。

## オリジナルのインスタレーション
『ペッカム・ロック』は、約15センチメートルと25センチメートルのコンクリート片で、ペッカムから供給されたと思われがちだが、実際にはハックニーから供給された。矢が刺さったバイソンと、ショッピング・カートを押す「重そうでぎこちない足取りのヒト族らしき姿」が描かれている。
2005年のアーティスティック・インターベンションで、バンクシーは大英博物館の「ローマ時代の英国」コレクションの壁にこの「岩」を秘密裏に貼り付け、『ウォール・アート』という作品名のついた博物館風のキャプションボードには、この作品の年代が「緊張病後の時代」と記され、「バンクシイムス・マキシムス (Banksymus Maximus)」という名のあまり知られていないアーティストの作品だとクレジットされていた。
虚偽の作品ID番号が添えられた実際のキャプションボードの説明文は以下の通りである。
『ウォール・アート』
イースト・ロンドン
このよく保存された一例の原始芸術は、緊張病後の時代のもので、初期人類が町外れの狩猟場に向かって危険を冒して出かける様子を描いたものと考えられている。この責任を負うアーティストはバンクシイムス・マキシムスという俗称でイングランド南東部一帯ででかなりの数の作品を制作したことが知られているが、それ以外彼についてはほとんど知られていない。この種の芸術のほとんどは、残念ながら現存していない。その多くは、壁に落書きをすることの芸術的価値と歴史的真価を認めない熱狂的な自治体職員によって破壊されている。

PRB 17752,2-2,1
この作品は「数日間」発見されず、後の情報源では「3日間」から「数週間」までと、より具体的ではあるが一貫性のない期間が伝えられている。バンクシーによるこのようなインスタレーションはこれが初めてではなかった。 2003年には同様にテート・ギャラリーに絵画をつるし、2005年初期にはニューヨークのアメリカ自然史博物館に、模型エアフィックスの武器を装備したテナガカミキリを陳列した。

### 「展示」方法
付け髭を付けた丈の長いコートを着た人物が、ビニール袋を持ってルーム49へ向かい、その展示室に入ると他の人が見ていない時を見計らって、ビニール袋からコンクリート片を取り出すと、無許可で強力な接着テープで壁に張り付けた。

### オンライン写真コンテスト
バンクシーは、この『ペッカム・ロック』をオンラインで発表すると、ファンたちから彼らと作品が一緒に写った写真を募りコンテストを行った。最も優れた写真への賞品はショッピング・カートとされた。

### 作品に対する大英博物館の反応
大英博物館は、展示品が追加されていた展示室からでなく、バンクシーのウェブサイトから注意喚起されこの無許可展示品の存在に気付いたとしている。後年になって、同博物館学芸員のトム・ホッケンハルは、「それは当時の博物館にとってかなりの恥ずかしさの原因だった」と述べている。また、複数回の展示品の盗難を経験している事もあり、博物館から出ていくものには目を光らせる一方、入っていくものには注意が払われていない事も指摘された。

### 作品の解釈
『ペッカム・ロック』は概ね大量消費社会に対する風刺と理解された。また、ストリート・アートで名を馳せたバンクシーの代表的な手法であるステンシル・アートを使わず、作品設置場所も路上でなくイギリス国内で最も古く権威がある博物館の一つである大英博物館だったことから、「ポスト・グラフィテイ」と評された。
『ペッカム・ロック』という題も意図的に選ばれたものとして、当時は貧困に喘ぎ、人種間の暴力的衝突や、ギャング間の抗争が絶えず、凶悪犯罪が頻発していたペッカムの窮状に注意を喚起するものと指摘された。一方、イギリスの人気コメディテレビ番組のエピソードに、ペッカムの水道管が壊れ、漏れた水を「ペッカム・スプリング」の水と偽って販売しようとする登場人物が描かれていることから、偽物を本物と偽っていることを連想させているのではないかとの意見も出た。
さらには、別題の『ウォール・アート』（作品は文字通り壁に「展示」された）と、壁に描かれ常に消去の可能性と向き合うグラフィテイ、そして時を経て良く保存されていたことから評価を受けているやはり壁に描かれている先史時代の岩窟壁画を重ね合わせて、現代のストリート・アートに価値を見出さないか、低く評価する大英博物館や役所などのエスタブリッシュメントに対する揶揄ともされた。

## その後の展示
『ペッカム・ロック』は大英博物館の壁から撤去された後、2005年にバンクシーと大英博物館からの貸し出しとしてロンドンのアウトサイド・インスティテュート (Outside Institute)で再展示された。
バンクシーは『ペッカム・ロック』を回収するつもりはないと述べ、大英博物館は当時、「コレクションへの寄贈として」受け入れると記していた。しかし、最終的には「遺失物」として扱われ、バンクシーに返還された。 同博物館の常設展に実際に収蔵されている唯一のバンクシー作品は、ダイアナ妃が描かれた偽の10ポンド紙幣である。
2018年、『ペッカム・ロック』はバンクシーからの貸し出しを受けて、大英博物館で『アイ・オブジェクト (I object、私は抗議するの意)』と題されたプロテスト・アートの企画展のために一般公開に戻った。